# Charlie Munger
Charles Thomas Munger, dit Charlie Munger, né le 1er janvier 1924 à Omaha, au Nebraska, et mort le 28 novembre 2023 à Santa Barbara, en Californie, est un homme d'affaires, investisseur et philanthrope américain ainsi que le principal associé en affaires de l'investisseur Warren Buffett chez Berkshire Hathaway.
Il est président du conseil d'administration de Wesco Financial Corporation de 1984 à 2011. Il est également président du conseil d'administration de Daily Journal Corporation, administrateur de Costco et vice-président de Berkshire Hathaway.

## Biographie
Charles Munger est né le 1er janvier 1924 à Omaha, au Nebraska. Adolescent, il travaille chez Buffett & Son, une épicerie appartenant au grand-père de Warren Buffett, Ernest P. Buffett. Son grand-père, Thomas Charles Munger, a été représentant de l'État, puis a été nommé juge à la cour de district des États-Unis par Theodore Roosevelt.
il s'inscrit à l'université du Michigan, où il étudie les mathématiques. Pendant ses études, il rejoint la fraternité Sigma Phi Society. Début 1943, quelques jours après son 19e anniversaire, il abandonne l'université pour servir dans l'U.S. Army Air Corps, où il devient sous-lieutenant. Après avoir obtenu une note élevée au test de classification générale de l'armée, il reçoit l'ordre d'étudier la météorologie au California Institute of Technology à Pasadena, en Californie, la ville où il allait élire domicile.
Avocat de formation (Harvard), Charlie Munger est également partisan d'une approche philosophique multi-disciplinaire dans les affaires (l'idée est de piocher dans les sciences des principes fondamentaux, afin d'être un meilleur homme d'affaires),.
Charles Munger meurt le 28 novembre 2023 en Californie à l’âge de 99 ans, un mois avant ses cent ans.

## Fortune et philanthropie
En 2023, sa fortune personnelle est estimée à 2,2 milliards de dollars par le magazine Forbes.
En 1997, les Munger ont fait don de 1,8 million de dollars à l'école Marlborough de Los Angeles, dont Nancy Munger était une ancienne élève. Le couple a également fait des dons à l'École polytechnique de Pasadena et au YMCA de Los Angeles.
Charles Munger est un bienfaiteur important de l'Université du Michigan. En 2007, il a fait un don de 3 millions de dollars à la faculté de droit pour améliorer l'éclairage de Hutchins Hall et du bâtiment de recherche juridique William W. Cook, y compris la fameuse salle de lecture. En mars 2011, Munger a fait un autre don à la faculté de droit en contribuant à hauteur de 20 millions de dollars à la rénovation du complexe résidentiel Lawyers Club. Le 28 décembre 2011, Munger a fait don de 10 actions de classe A de Berkshire Hathaway (alors évaluées à environ 1,2 million de dollars au total) à l'Université du Michigan.
En 2023, dix ans après avoir fait un premier don d'actions d'une valeur de 33 millions de dollars,  Munger a fait un don de 77 actions d'une valeur de 40,3 millions de dollars à la bibliothèque Huntington de San Marino, en Californie.